# Microrregión del Bosque Meridional Pernambucano
La Microrregión del Bosque Meridional Pernambucano está compuesta por 21 municipios, es el más importante centro de cultivo de caña de azúcar del estado. Se localizada en el sur del  estado, su litoral tiene algunas de las más bellas playas del estado, como Tamandaré,  Barra del Sirinhaém y São José da Coroa Grande. Tiene como principal ciudad Palmares, que influencia toda región con sus casi 60 mil habitantes y con su centro comercial.

## Municipios
- Água Preta
- Amaraji
- Barreiros (Pernambuco)
- Belém de María
- Catende
- Cortês
- Escada (Pernambuco)
- Gameleira (Pernambuco)
- Jaqueira (Pernambuco)
- Joaquim Nabuco (Pernambuco)
- Maraial
- Palmares
- Primavera (Pernambuco)
- Quipapá
- Ribeirão (Pernambuco)
- Rio Formoso
- São Benedito do Sul
- São José da Coroa Grande
- Sirinhaém
- Tamandaré (Pernambuco)
- Xexéu

- Datos: Q2548818